# King's Quest
King's Quest är en äventyrsspelserie av Sierra Entertainment (tidigare kända som Sierra On-Line).

## Spel i serien
- 1984 - King's Quest I: Quest for the Crown (förbättrad SCI-version släppt 1990)
- 1985 - King's Quest II: Romancing the Throne
- 1986 - King's Quest III: To Heir Is Human
- 1988 - King's Quest IV: The Perils of Rosella
- 1990 - King's Quest V: Absence Makes the Heart Go Yonder!
- 1992 - King's Quest VI: Heir Today, Gone Tomorrow
- 1994 - King's Quest VII: The Princeless Bride
- 1998 - King's Quest: Mask of Eternity
- 2015 - King's Quest (utvecklad av The Odd Gentlemen)[1]